# I'm Waiting for the Man
I'm Waiting for the Man è un brano musicale del gruppo rock statunitense The Velvet Underground, scritto da Lou Reed. Fu originariamente pubblicato nel 1967 sul primo album della band, The Velvet Underground & Nico.

## Il brano
La canzone fu una delle prime ad essere registrata per l'inclusione in The Velvet Underground & Nico. I primi provini del brano, registrati nel loft di Ludlow Street nel 1965, rivelano che l'arrangiamento era molto differente in origine e che variò molto con il passare delle sedute di registrazione. All'inizio era un motivo quasi country rock con accenni folk e considerevolmente più lento, poi ci fu una versione che comprendeva anche la stridente viola di John Cale e, dopo altri tentativi, si giunse infine alla versione che può essere ascoltata sul disco.
Prima della versione definitiva, un'altra differente take del brano venne registrata agli Scepter Studios di New York City nell'aprile 1966. Questa versione è un po' più breve, il pianoforte è meno in evidenza e al posto della batteria è presente un tamburello.

### Soggetto

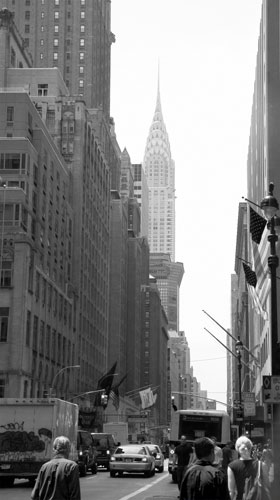
Veduta di Lexington Avenue verso sud dalla 50ª strada

La canzone racconta la storia di uno studente in cerca di droga a Harlem. Già nella prima strofa, Reed delinea il protagonista: è un bianco, in crisi d'astinenza, che arriva a Harlem (Up to Lexington 125) con in mano 26 dollari cercando il suo spacciatore di fiducia. Mentre aspetta gli si avvicina un nero che in tono minaccioso gli chiede cosa ci faccia lì e lo accusa di essere venuto a rubar le loro donne. Il giovane, nervoso e in evidente stato di difficoltà, balbetta una scusa dicendo di stare aspettando un "carissimo" amico. A salvarlo da una situazione pericolosa, ecco arrivare lo spacciatore, l'uomo del titolo del brano, descritto come un angelo della morte:
PR shoes and a big straw hat

He's never early, he's always late

First thing you learn is that you always gotta wait»
Scarpe da portoricano, e un grosso cappello di paglia

Non è mai in anticipo, è sempre in ritardo

La prima cosa che impari è che devi sempre aspettare»
(I'm Waiting for the Man, Lou Reed)
Quello che Reed descrive nella canzone, non è solo uno spaccio di droga, ma il confronto/scontro tra due mondi estranei che però vivono a pochi chilometri di distanza l'uno dall'altro, nella stessa città.

L'andamento "saltellante" della canzone, con il martellante riff di pianoforte e chitarre in evidenza, riflette la tensione della scena e l'impellente desiderio di "farsi" del protagonista, che una volta in possesso della dose se ne torna a casa sano e salvo dalla propria ragazza, soddisfatto e appagato. Almeno fino al giorno dopo.

## Formazione
- Lou Reed - voce, chitarra
- John Cale - pianoforte, basso
- Sterling Morrison - chitarra
- Maureen Tucker - percussioni

## Cover
Lou Reed, John Cale, Nico, e Maureen Tucker hanno tutti registrato una propria versione della canzone durante le loro carriere soliste. Altri artisti che hanno reinterpretato il brano sono: i Cheap Trick, i Bauhaus (con Nico), David Bowie, gli Sheep on Drugs, i The Celibate Rifles, Tom Robinson, i The Riffs, Beck, Vanessa Paradis, gli Été 67, gli Eater, gli Orchestral Manoeuvres in the Dark, i U.K. Subs e i Slaughter & The Dogs. La band rock serba Električni Orgazam ne registrò una versione nel loro album di cover Les Chansons Populaires del 1983.
Nel 1997, la canzone è stata inclusa nel disco di David Bowie Live: Santa Monica '72 con Mick Ronson alla chitarra. Questa esecuzione è poi stata usata nel film Almost Famous del 2000. Altra versione live appare nell'album The BBC Sessions dei Belle & Sebastian.
Spesso Debbie Harry terminava i suoi concerti con questo brano nel periodo tra il 1989 e il 1991. Anche gli Zwan e in precedenza gli Smashing Pumpkins eseguivano cover del brano durante i concerti.

## Curiosità
- A dispetto del titolo del brano, Lou Reed sul disco canta «I'm Waiting for My Man» e anche nella versione CD dell'album live 1969: Velvet Underground Live with Lou Reed la canzone viene accreditata sulla copertina come Waiting for My Man.
- Nel 2004, Rolling Stone ha classificato il brano alla posizione numero 159 nella sua lista delle 500 migliori canzoni rock di tutti i tempi.[3][4]
- La canzone è stata inoltre citata nel fumetto V for Vendetta.